# Melinis kallimorpha
Melinis kallimorpha là một loài thực vật có hoa trong họ Hòa thảo. Loài này được (Clayton) Zizka mô tả khoa học đầu tiên năm 1988.